# Diplusodon psammophilus
Diplusodon psammophilus är en fackelblomsväxtart som beskrevs av A. Lourteig. Diplusodon psammophilus ingår i släktet Diplusodon och familjen fackelblomsväxter. Inga underarter finns listade i Catalogue of Life.